# Jošinori Ašikaga
Jošinori Ašikaga (japonsky 足利 義教, Ašikaga Jošinori, 12. červenec 1394 – 12. červenec 1441) byl šestým šógunem šógunátu Ašikaga. Byl synem třetího šóguna Jošimicua Ašikagy.
Po smrti svého předchůdce Jošikazuy v roce 1425 Jošimoči Ašikaga neurčil svého nástupce. Po Jošimočiho smrti o tři roky později se přece jen Jošinori stal nositelem titulu Sei-i Taišógun, konče tak roční období tahanic a sporů o stolec šóguna.
Jošinori začal posilovat svou moc zejména porážkou Močiudžiho Ašikagy po vzpouře Eikjó, která se odehrála v roce 1438. Stejně jako další šógunové praktikoval tradici šudo a pojal za svého milence Sadamuru Akamacua.
Šógun byl zavražděn roku 1441 na své 47. narozeniny. Padl během povstání Kikacu rukou Micusukeho Akamacua. Příčinou byly pravděpodobně Jošinoriho tendence převést Micusukeho državy pod kontrolu svého milence Sadamury.
Jošinoriho nástupcem se stal jeho syn Jošikacu, nicméně vliv šógunátu na Japonsko se systematicky snižoval.